# Liquidambar caudata
Liquidambar caudata är en tvåhjärtbladig växtart som först beskrevs av Ho Tseng Chang, och fick sitt nu gällande namn av Ickert-bond och J.Wen. Liquidambar caudata ingår i släktet Liquidambar och familjen Altingiaceae. Inga underarter finns listade i Catalogue of Life.
Arten förekommer i östra Kina i provinserna Zhejiang och Fujian. Den växer i kulliga områden och i bergstrakter mellan 600 och 1000 meter över havet. Exemplar av Liquidambar caudata kan bli 10 meter höga. De ingår vanligen i skogar.
Populationens storlek är inte känd. IUCN listar arten med kunskapsbrist (DD).